# Jordan Township (Northumberland County, Pennsylvania)
Jordan Township ist eine Township im Northumberland County und eine von drei Townships mit diesem Namen in Pennsylvania, Vereinigte Staaten. Das U.S. Census Bureau hat bei der Volkszählung 2020 eine Einwohnerzahl von 783 ermittelt.

## Geographie

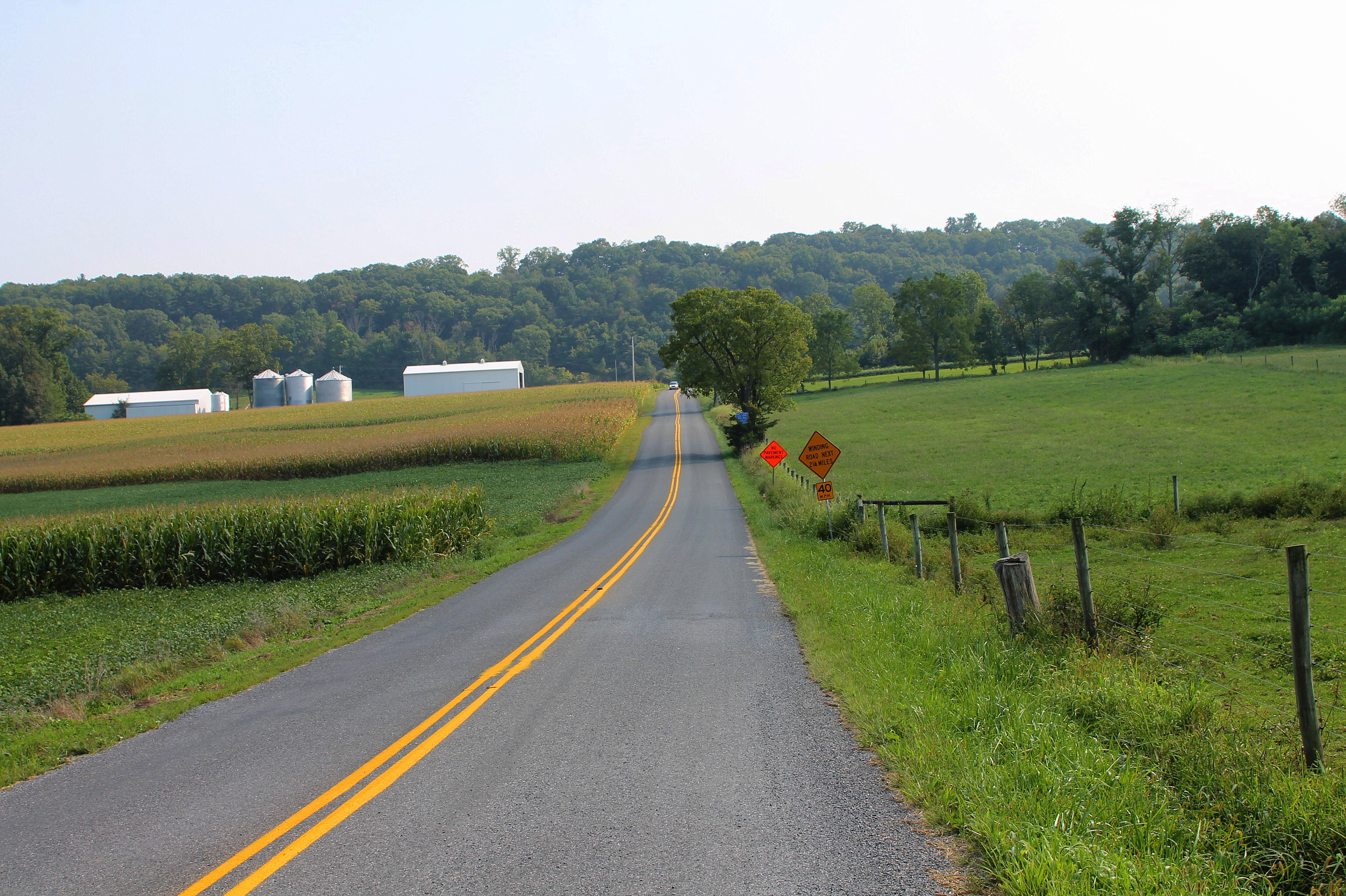
Quadrant Route 3013 (Jordan Township Road)

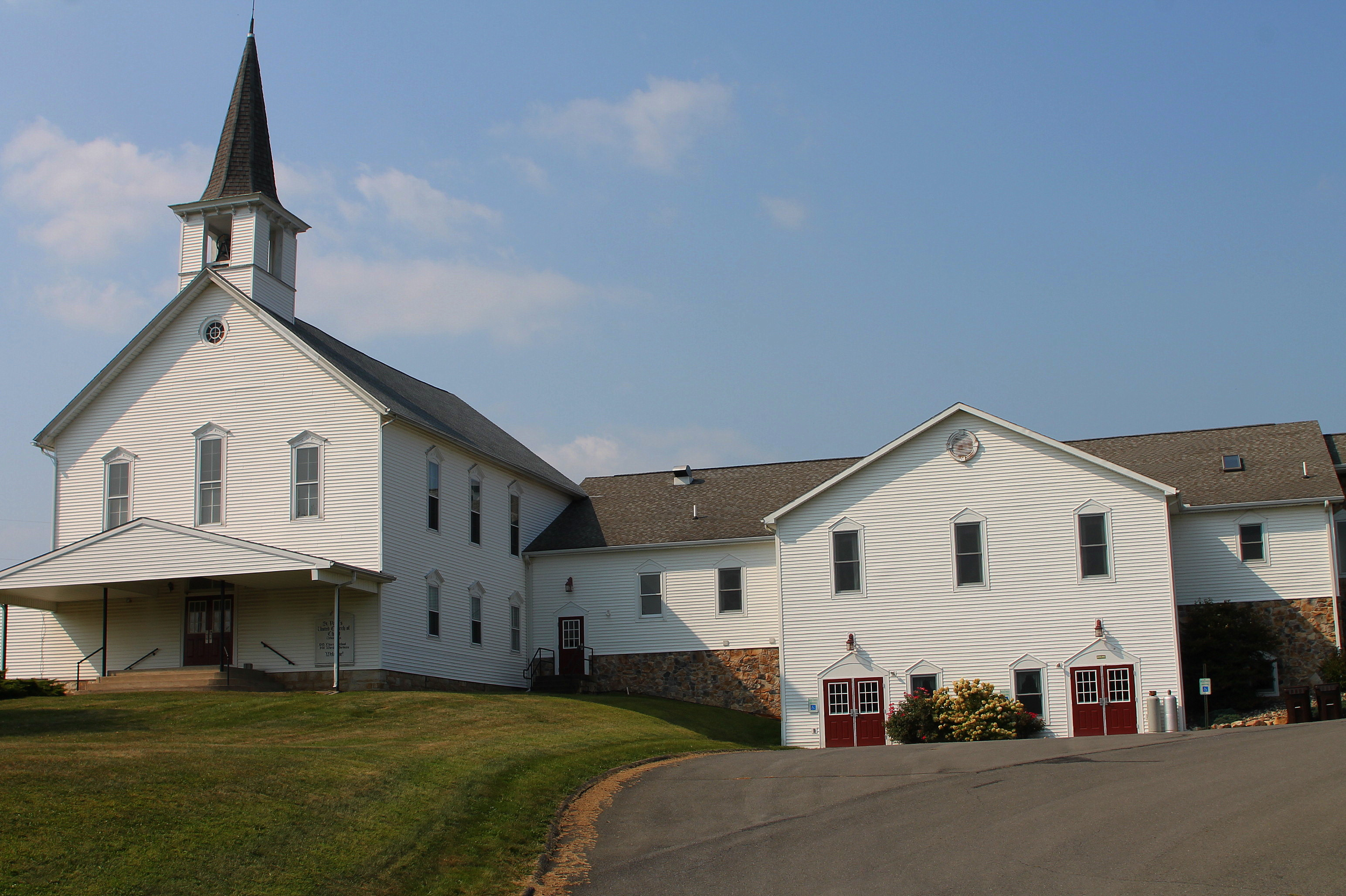
St. Paul’s United Church of Christ in Jordan Township

Nach den Angaben des United States Census Bureaus hat die Township eine Gesamtfläche von 44,8 km², wobei keine Gewässerflächen ausgewiesen sind.
Die natürlichen Grenzen der Township sind der Hooflander Mountain im Norden und 
der Mahantango Creek am Fuße des Mahantango Mountain im Süden. Mitten durch die Township verläuft die Fisher Ridge, die im Osten auf den Hooflander Mountain stößt, wo beide Bergrücken enden, unweit der nordöstlichen Ecke der Township. Der größte Teil der Township wird durch den Mahantango Creek und seine Zuflüsse entwässert; ein Teil des Nordostens der Township entwässert allerdings über den Mouse Creek zum Mahanoy Creek und von da zum Susquehanna River.
Administrativ grenzt (im Uhrzeigersinn) die Jordan Township im Norden an die Jackson Township und die Washington Township, im nördlichen Osten an die Upper Mahanoy Township und im südlichen Osten an die Upper Mahantango Township des Schuylkill County; südliche Nachbarn sind die Lykens Township und im äußersten Südwesten Pillow, beide im Dauphin County gelegen. Westlich der Jordan Township liegt die Lower Mahanoy Township.
Die Township ist dünn besiedelt. Es gibt jedoch zwei Weiler. Hebe liegt im zentralen Süden der Township. Unweit des Durchbruchs des Mouse Creek durch Hooflander Mountain liegt Urban mit der St. Paul’s United Church of Christ.

## Demographie
Zum Zeitpunkt des United States Census 2000 bewohnten Jordan Township 761 Personen. Die Bevölkerungsdichte betrug 17,0 Personen pro km². Es gab 317 Wohneinheiten, durchschnittlich 7,1 pro km². Die Bevölkerung Jordan Townships bestand zu 99,87 % aus Weißen, 0 % Schwarzen oder African American, 0 % Native American, 0 % Asian, 0 % Pacific Islander, 0,13 % gaben an, anderen Ethnien anzugehören und 0 % nannten zwei oder mehr Ethnien. 0,53 % der Bevölkerung erklärten, Hispanos oder Latinos jeglicher Ethnie zu sein.
Die Bewohner Jordan Townships verteilten sich auf 296 Haushalte, von denen in 28,0 % Kinder unter 18 Jahren lebten. 75,3 % der Haushalte stellten Verheiratete, 3,0 % hatten einen weiblichen Haushaltsvorstand ohne Ehemann und 19,3 % bildeten keine Familien. 15,5 % der Haushalte bestanden aus Einzelpersonen und in 6,1 % aller Haushalte lebte jemand im Alter von 65 Jahren oder mehr alleine. Die durchschnittliche Haushaltsgröße betrug 2,57 und die durchschnittliche Familiengröße 2,86 Personen.
Die Bevölkerung verteilte sich auf 19,2 % Minderjährige, 9,5 % 18–24-Jährige, 26,8 % 25–44-Jährige, 29,2 % 45–64-Jährige und 15,4 % im Alter von 65 Jahren oder mehr. Der Median des Alters betrug 43 Jahre. Auf jeweils 100 Frauen entfielen 97,7 Männer. Bei den über 18-Jährigen entfielen auf 100 Frauen 97,7 Männer.
Das mittlere Haushaltseinkommen in Jordan Township betrug 42.500 US-Dollar und das mittlere Familieneinkommen erreichte die Höhe von 45.625 US-Dollar. Das Durchschnittseinkommen der Männer betrug 29.375 US-Dollar, gegenüber 21.023 US-Dollar bei den Frauen. Das Pro-Kopf-Einkommen belief sich auf 16.839 US-Dollar. 4,7 % der Bevölkerung und 2,9 % der Familien hatten ein Einkommen unterhalb der Armutsgrenze, davon waren 6,6 % der Minderjährigen und 5,3 % der Altersgruppe 65 Jahre und mehr betroffen.